# 張武臣
張武臣，梅花門第十六代合字輩掌門人，山東定陶縣人。早年曾參加抗戰，民國十七年（1928年）為南京全國擂台賽副主吳體胖的得意傳人，十七代弟子兩千餘人，十八代弟子千餘人，第十九代弟子兩百多人，在金門武館已傳至二十代。目前經常往來海峽兩岸，在大陸技驚全場，故大陸四川武術界共同捐贈一塊地蓋了梅花宮供張師爺修練更高深之道功。在台灣也有一間梅花宮。